# Ivan Eastman
Ivan Leclare Eastman (ur. 1 kwietnia 1884 w Wisterman, zm. 28 lutego 1949 w Wauseon) – amerykański strzelec, mistrz olimpijski.
W 1908 roku był kapralem w 2 Pułku Piechoty Ohio.
Wystąpił na Letnich Igrzyskach Olimpijskich 1908 w dwóch konkurencjach. Uplasował się na 16. pozycji w karabinie dowolnym z 1000 jardów. W drużynowym strzelaniu z karabinu wojskowego zdobył wraz z kolegami z reprezentacji złoty medal, osiągając przedostatni rezultat wśród amerykańskich strzelców (skład zespołu: Charles Benedict, Kellogg Casey, Ivan Eastman, William Leushner, William Martin, Charles Winder).

## Wyniki

### Igrzyska olimpijskie
| Igrzyska | Konkurencja                  | Wynik                                               | Miejsce | Źródło |
| -------- | ---------------------------- | --------------------------------------------------- | ------- | ------ |
| IO 1908  | Karabin dowolny, 1000 jardów | 88 pkt.                                             | 13      | [ 1 ]  |
| IO 1908  | Karabin wojskowy, drużynowo  | 2531 pkt. (druż.) 412 pkt. ind. (70–74–70–71–67–60) |         | [ 2 ]  |